# Prímszámok
A matematika, elsősorban pedig a számelmélet területén prímszámnak, törzsszámnak vagy röviden prímnek nevezzük azokat a természetes számokat, amelyeknek pontosan két osztójuk van a természetes számok között (az 1 és önmaguk). Mivel a prímeknek csak ezek az ún. triviális osztóik vannak, semmi más, ebből következően egy prímszámot nem lehet úgy szorzattá alakítani, hogy valamelyik tényező ne 1-gyel lenne egyenlő (vagyis, ha p prímszám, akkor bármely p=ab alakú szorzatra az igaz, hogy a=p és b=1, vagy fordítva, különben a vagy b nem-triviális osztó lenne). A prímek a természetes számok halmazának felbonthatatlan (irreducibilis) elemei.
A 0 nem prímszám (hiszen végtelen sok osztója van, minden n természetes szám osztja 0=0n miatt) és – emiatt – nem is felbonthatatlan. Az 1-et, bár „felbonthatatlannak” lehetne tekinteni ama tág értelemben, miszerint nincs nem triviális osztója, mégsem tekintjük prímszámnak, mert egyrészt nincs két osztója (hiszen az 1×1 ugyanazt a természetes számot tartalmazza kétszer), másrészt, a prímszámoknak mind a matematikai hagyományra épülő, mind az algebrai számelméletben kialakult definíciója szerint nem prímszám. Ezen túlmenő magyarázatot lásd még lentebb).
A legelső (legkisebb) pozitív prímszámok a következők (0–300):2, 3, 5, 7, 11, 13, 17, 19, 23, 29, 31, 37, 41, 43, 47, 53, 59, 61, 67, 71, 73, 79, 83, 89, 97, 101, 103, 107, 109, 113, 127, 131, 137, 139, 149, 151, 157, 163, 167, 173, 179, 181, 191, 193, 197, 199, 211, 223, 227, 229, 233, 239, 241, 251, 257, 263, 269, 271, 277, 281, 283, 293, … további felsorolást lásd a prímszámok listájában.
A prímszámok megkülönböztetését három (egymástól nem feltétlenül független) ok is indokolja. Egyrészt, két osztója minden 1-nél nagyobb természetes számnak van, az 1 és önmaga – ezek egy természetes szám triviális osztói – de a prímszámoknak nincs is több, ezek tehát (a más számokkal való) oszthatóság szempontjából a „lehető legegyszerűbben viselkedő” számok. A csak triviális osztók létezése és az ebből következő felbonthatatlanság miatt is kitüntetett szerepük van, mivel ez – struktúraelméleti nyelven fogalmazva – azt jelenti, hogy a prímszámok az 1-nél nagyobb természetes számok halmazának | rendezési reláció szerinti legkisebb elemei, vagyis „atomok” (oszthatatlanok) a szorzatra bontás tekintetében. Harmadrészt, érvényes a számelmélet alaptétele, amely szerint az egynél nagyobb számok, ha nem prímek (vagyis összetett számok), akkor felírhatóak prímszámok szorzataként, mégpedig a felírás sorrendjétől eltekintve, egyértelműen. Vagyis a prímek nemcsak atomiak (felbonthatatlanok), hanem elemiek is a természetes számok multiplikatív félcsoportjában, minden más szám prímek szorzataként „állítható elő”, aminek mind elméleti, mind gyakorlati jelentősége igen nagy.
A prímszámok halmazának karakterisztikus függvényét gyakran tau-függvénynek nevezik.
Prímszámok az egész számok körében: Tágabb értelemben, ha az egész számok gyűrűjében vizsgálódunk, prímszámnak azokat a számokat nevezzük, melyeknek csak pontosan két pozitív osztójuk van. Minden, a természetes számok körében prímnek számító szám az egész számok körében is prím, és ezek ellentettjei is (és ez az összes tágabb értelemben vett prímszám). Pl. 2 és −2, 3 és −3 prímek, és ha z prím, akkor (és csak akkor) −z is az (az algebrai számelmélet nyelvén, a prímek egymáshoz asszociált párokat alkotnak, melyeknek ha rendre csak ha a pozitív tagjait tekintjük, akkor pontosan a természetes számok körében prímnek számító számokat kapjuk). Egy még újabb megfogalmazásban, tágabb értelemben prím egy egész szám akkor, ha abszolút értéke (szűkebb értelemben) prím.
A gyűrűelméletben, az absztrakt algebra egyik ágában a „prímelemnek” külön jelentése van, és ebben az értelemben a prímszám additív inverze (ellentettje) is prímszám. Más szavakkal, ha az egész számokat gyűrűnek tekintjük, akkor a −7 prímelem.

## Definíció
A természetes számok körében (fontos, hogy csak ott, mert van olyan számkör, ahol a prím nem feltétlenül felbonthatatlan) a prímfogalomnak több egymással ekvivalens definíciója is létezik (lásd később). Ezen megfogalmazások közül prímtulajdonságnak nevezzük a következőt:
- Definíció: Azt mondjuk, hogy egy p egynél nagyobb természetes szám prímszám, ha minden olyan esetben amikor  p két természetes szám szorzatának osztója, akkor p a szorzat legalább egyik tényezőjének is osztója. Azaz tetszőleges a illetve b természetes számra:

{\displaystyle p\mid a\!\cdot \!b\;\Rightarrow \;(p\mid a\;\vee \;p\mid b)}
Ugyanennek a tulajdonságnak egy másik fontos megfogalmazása a felbonthatatlan tulajdonság:
- Definíció: Azt mondjuk, hogy egy f egynél nagyobb természetes szám felbonthatatlan, ha minden olyan esetben, amikor előáll két természetes szám szorzataként, a szorzatnak legalább az egyik tényezője 1. Azaz tetszőleges  a illetve b természetes számra:

{\displaystyle f=a\!\cdot \!b\;\Rightarrow \;(a=1\;\vee \;b=1)}
Azokat az egynél nagyobb természetes számokat, melyek nem felbonthatatlanok, összetett számoknak nevezzük.
A természetes számoknak ezeken kívül még fontos oszthatósági jellemzője, hogy hány osztójuk van. Mivel minden a természetes számra
{\displaystyle a\cdot 1=1\cdot a=a}
ezért egy természetes számnak az 1 és saját maga mindenképpen osztója. Ez azt jelenti, hogy ha a nagyobb mint 1, akkor a-nak legalább két osztója biztosan van, éspedig 1 és a. Ezért ezeket a szám triviális osztóinak nevezzük. Speciális eset még az 1, melynek egyetlen természetes szám az osztója (önmaga), és a 0, melynek az
{\displaystyle a\cdot 0=0\cdot a=0}
tulajdonság miatt minden szám osztója. Így a természetes számoknak az osztók száma szempontjából négy kategóriája van:
| Szám              | Pozitív osztóinak száma |
| ----------------- | ----------------------- |
| 0                 | {\displaystyle \infty } |
| 1                 | 1                       |
| felbonthatatlanok | 2                       |
| összetett számok  | >2                      |

- Állítás – A természetes számok körében a következő három kijelentés egymással egyenértékű:

1) a p egynél nagyobb természetes szám prím
2) a p egynél nagyobb természetes szám felbonthatatlan
3) a p egynél nagyobb természetes szám pozitív osztóinak száma kettő.

## A számok felírása prímek szorzataként
A számelmélet alaptétele szerint minden összetett szám felírható prímszámok szorzataként (kanonikus alak), és a felírás a sorrendtől és egységszerestől eltekintve egyértelmű. Ezt a műveletet törzstényezős felbontásnak nevezzük. Példa:
{\displaystyle 23244=2^{2}\cdot 3\cdot 13\cdot 149}
Egy adott szám ilyen formájú felbontásai csak a tényezők sorrendjében különböznek.
Ha az 1-et prímszámnak vennénk, a tételnek a prímfelbontás egyértelműségére vonatkozó részéhez további megkötéseket kellene adnunk. Így "az 1 nem prímszám" megállapodás matematikailag e fontos tétel egyszerűsítésének szándékával indokolható, noha a megállapodásnak valószínűleg inkább történeti okai vannak (a görögök, akik számelmélettel és prímekkel már foglalkoztak, az 1-et nem tekintették számnak, így természetesen prímszámnak sem).
Bizonyítás: Minden 1-nél nagyobb pozitív egész számnak van prímosztója.
Ezt indirekt bizonyítással látjuk be; feltesszük, hogy van legalább egy olyan egynél nagyobb szám, aminek nincs prímosztója. Ekkor, mivel a prímosztó nélküli, egynél nagyobb pozitív egészek halmaza nem üres, a jólrendezési tulajdonság miatt lesz egy legkisebb eleme, amit nevezzünk n-nek. Mivel n-nek nincsenek prímosztói, de osztja saját magát, n nem lehet prímszám. Így tehát létezik egy 1-től és önmagától különböző osztója; legyen a; eszerint n felírható n=ab alakban, ahol 1<a<n és 1<b<n. Mivel a<n, lennie kell prímosztójának. Viszont a bármely osztója osztója n-nek is, így n-nek van prímosztója. Ellentmondásra jutottunk, ami csak úgy oldható fel, ha az eredeti állítás igaz, azaz minden egynél nagyobb pozitív egész számnak van prímosztója.
Egy másik ok az egész számok és a gyűrűk számelmélete, melyhez be kell vezetni az egység fogalmát. Az egység olyan szám, illetve elem, mellyel minden szám, illetve elem osztható. Az egész számok körében az egységek az egy és a mínusz egy. Azt mondjuk, hogy két szám, illetve elem asszociált, ha egymás egységszeresei. Ennek bevezetésével a számelmélet alaptétele is egyszerűbben fogalmazható meg ezekben a körökben, habár annak állítása nem minden gyűrűben teljesül. 

## Hány prímszám van?
Végtelen sok prímszám van. Ennek az állításnak a legrégibb bizonyítását Eukleidész adta meg Elemek című munkájában. Eukleidész állítása a következő: „a prímszámok darabszáma nagyobb bármely adott (véges) számnál”, a bizonyítása pedig a következő:
Tegyük fel, hogy a prímszámok darabszáma véges. Legyen ez a szám m. Szorozzuk össze mind az m darab prímet, majd adjunk hozzá egyet. A kapott szám egyik prímmel sem osztható a halmazunkból, hiszen bármelyikkel osztva egyes maradékot kapunk, az egy pedig egyik prímmel sem osztható. A szorzat tehát vagy maga is prím, vagy osztható egy olyan számmal, ami nincs benne a fenti véges halmazban. (Ez azért igaz mindig, mert minden 1-nél nagyobb egésznek van prímosztója. A bizonyítást lásd fentebb.) Mindkét esetben legalább m+1 darab prímszám létezik, ami ellentmond annak a kezdeti feltételezésnek, hogy m darab prímszám van.
A prímszámok végtelenségére számos más bizonyítás is ismert számelméleti, absztrakt algebrai, analitikus, sőt topológiai eszközök fölhasználásával is.
Prímszámtáblázatok vizsgálatával, 15 éves korában Gauss vette észre, hogy az x-nél kisebb prímszámok {\displaystyle \pi (x)} száma az {\displaystyle x/\ln x}, sőt az ennél sokkal pontosabb
{\displaystyle Li(x)=\int \limits _{0}^{x}{\frac {dt}{\ln t}}}
mennyiséggel közelíthető. A prímszámtétel, vagyis az az állítás, hogy {\displaystyle \pi (x)\sim {\frac {x}{\ln x}}} csak a 19. század végén nyert igazolást. Hosszú ideig még az sem tűnt kizártnak, hogy minden x>2-re {\displaystyle Li(x)>\pi (x)} teljesül. Ezt végül Littlewood cáfolta meg, 1914-ben. Noha igazolta a {\displaystyle \pi (x)-Li(x)} különbség végtelen sok jelváltását, bizonyítása nem adott korlátot az {\displaystyle x_{1}} első jelváltásra, csak jóval később, 1933-ban sikerült Skewesnak az
{\displaystyle x_{1}<10^{10^{10^{10^{34}}}}}
becslést adnia. Ezt Bays és Haudson 1999-ben {\displaystyle x_{1}<1{,}3982\cdot 10^{316}}-ra javította, és meggyőző heurisztikus érveik vannak arra, hogy {\displaystyle x_{1}} ténylegesen nem sokkal kisebb ennél.

## Prímszámok keresése
A prímszámok keresésének legegyszerűbb módja a „rosta”, avagy Eratoszthenész szitája:
1. Minden 3-nál nagyobb számot megpróbálunk elosztani az összes eddig ismert prímszámmal. Ha valamelyikkel az osztás sikerült, a szám nem prím. Ha egyikkel sem tudjuk osztani, akkor az adott szám is prím. Ezt a számot hozzávesszük az eddig ismert prímek listájához.
2. Vesszük a 2-t és bekarikázzunk, mert prímszám, de a többi 2-vel oszthatót (minden másodikat) kihúzzuk. A hármat is bekarikázzuk, de minden harmadikat kihúzunk. A négy ki van húzva, ezért az 5 jön, tehát bekarikázzunk, de minden ötödiket (ilyenkor már csak 5-re végződő 5-tel oszthatók maradtak) kihúzunk…

Optimalizálási lehetőségek:
- Csak a páratlan számokkal érdemes próbálkozni, mivel minden 2-nél nagyobb páros szám osztható kettővel.
- Csak a p ≤ négyzetgyök n-ig szükséges próbálkozni, ahol p az ismert prímszám, n a vizsgált szám

Sokan kerestek olyan egyszerű algebrai szabályokat, melynek alapján minden prímet elő lehet állítani (pl. egy egyváltozós polinomfüggvény értékeiként). Ilyen képletet máig nem találtak, bár vannak olyan képletek, amelyek „nagyon sok” értékre prímeket adnak, ld. prímszámképletek.

### Programkód Pythonban
```
#!/usr/bin/env python

# -*- coding: utf-8 -*-

lst
 
=
 
[
1
]
*
1000
 
# létrehozunk egy listát, ebben a példában (1000) elemmel

for
 
i
 
in
 
range
(
2
,
1000
):
 
# A lista bejárása a 2 indexértéktől kezdve

    
for
 
j
 
in
 
range
(
i
*
2
,
 
1000
,
 
i
):
 
# a listának azokat az elemeit, melyek indexe az i-nek többszörösei nullává tesszük

        
lst
[
j
]
 
=
 
0

for
 
i
 
in
 
range
(
2
,
1000
):
 
# Kiíratjuk azoknak az elemeknek az indexét, melyek értéke 1 maradt

    
if
 
lst
[
i
]:

        
print
 
(
i
)
 
#Python 2-ben: print i

```

### Prímtesztelés
Kriptográfiai alkalmazásokban (például az RSA nyilvános kulcsú rejtjelezőnél) gyakran van szükség nagy (több száz jegyű) prímszámok keresésére. Ezt legtöbbször véletlen számok generálásával és prímtesztelésével végzik.

## A prímszámok néhány tulajdonsága
Minden háromnál nagyobb prímszám felírható a következő alakban: {\displaystyle 6k\pm 1}; 
Pr = (6n+1) és (6n+5); de {(6n+1)k • (6n+5)m} nem prím. A prímszámok tulajdonságaira vonatkozó tételek közül néhány a következő.

### Fermat kis tétele
E tétel azt állítja, hogy ha p prímszám, a tetszőleges szám, akkor {\displaystyle a^{p}-a} osztható p-vel. Ezzel ekvivalens formája az, hogy ha p prímszám, a tetszőleges p-vel nem osztható szám, akkor {\displaystyle a^{p-1}-1} osztható p-vel.

### Wilson tétele
Eszerint, ha p prímszám, akkor {\displaystyle (p-1)!\equiv -1{\pmod {p}}}.

### Wolstenholme tétele
E tétel azt mondja ki, hogy ha p>3 prímszám, akkor az
{\displaystyle 1+{\frac {1}{2}}+{\frac {1}{3}}+\cdots +{\frac {1}{p-1}}}
tört számlálója osztható {\displaystyle p^{2}}-tel. Továbbá az
{\displaystyle 1+{\frac {1}{2^{2}}}+{\frac {1}{3^{2}}}+\cdots +{\frac {1}{(p-1)^{2}}}}
tört számlálója osztható p-vel, és ezekből levezethető, hogy
{\displaystyle {2p \choose p}\equiv 2{\pmod {p^{3}}}}.

### Bang tétele
Bang 1886-ban igazolt tétele szerint, ha n>1 és {\displaystyle n\neq 6}, akkor {\displaystyle 2^{n}-1}-nek van olyan prímosztója, ami nem osztja a {\displaystyle 2^{2}-1,2^{3}-1,\dots ,2^{n-1}-1} számok egyikét sem. Ezt Karl Zsigmondy 1892-ben a következő állításra terjesztette ki: ha {\displaystyle a>b\geq 1} és {\displaystyle (a,b)=1}, akkor minden {\displaystyle a^{n}-b^{n}} alakú számnak van olyan prímosztója, ami semmilyen {\displaystyle a^{k}-b^{k}}-nak nem osztója {\displaystyle k<n}-re, kivéve, ha a=2, b=1, n=6 vagy a és b páratlanok, n=2 és a+b 2 hatványa.

## Speciális alakú prímek
A számelmélet számos mély tétele, nevezetes problémája azzal foglalkozik, léteznek-e bizonyos alakú prímek.
A híres Dirichlet-tétel szerint ha a és q relatív prím természetes számok, akkor végtelen sok {\displaystyle a+qx} alakú prím van. Végtelen sok {\displaystyle x^{2}+y^{4}} alakú prím van (Friedlander–Iwaniec). Egy másik tétel szerint végtelen sok {\displaystyle x^{3}+2y^{3}} alakú prím van (Heath-Brown).

## Megoldatlan problémák
- Ikerprím-sejtés
- Végtelen sok n2+1 alakú prím van-e?
- Végtelen sok Mersenne-prím van-e?
- A Fermat-prímekre vonatkozó sejtés: nincs {\displaystyle 2^{2^{n}}+1} alakú prím n≥5-re.
- A Riemann-sejtésnek is vannak következményei a prímszámok eloszlására.
- Az Andrica-sejtés: Ha {\displaystyle p_{n}} az {\displaystyle n}-edik prímszámot jelöli, akkor {\displaystyle {\sqrt {p_{n+1}}}-{\sqrt {p_{n}}}<1} minden {\displaystyle n}-re.[2]

## A legnagyobb ismert prímszám
2136 279 841−1. Ez az 52. Mersenne-prím, és 41 024 320 számjegyből áll (2024. október 11-i állapot).

## Alkalmazás
Rendkívül nagy prímszámokat (amelyek nagyobbak, mint 10100) használnak számos Nyilvános kulcsú rejtjelezés algoritmusában. A prímeket használják még hasítótáblákhoz (hash tables) és álvéletlenszám-generátorokhoz.

## Prímszámképletek
Vannak olyan polinomok, amelyek a változó sok egymásutáni értékére prímértéket adnak. A legismertebb az {\displaystyle x^{2}-x+41} polinom, ami a {\displaystyle 0\leq x\leq 40} helyeken prímet ad. {\displaystyle x=41}-re ez már osztható 41-gyel, tehát összetett. Általában is igaz, hogy nincs olyan nemkonstans egyváltozós polinom, amely minden egész helyen prímet ad.
Olyan p prímszám, amire igaz, hogy az {\displaystyle x^{2}-x+p} polinom minden {\displaystyle 0\leq x\leq p-1} értékre prímet ad, csak véges sok van, ezek között a legnagyobb {\displaystyle p=41}.
Vannak olyan polinomszerű képletek is, amelyek a változó sok egymásutáni értékére prímszámot adnak. Így például
{\displaystyle |x^{4}-97x^{3}+3294x^{2}-45458x+213589|}
prímszámot ad a {\displaystyle 0\leq x\leq 49} értékekre.

## Prímtesztek
A prímteszt olyan algoritmus vagy indeterminisztikus (például valószínűség-elméleti) módszer, amivel egy adott egész számról, vagy csak bizonyos típusú számokról el tudjuk dönteni, hogy prímszám-e, vagy összetett.

## A prímek közötti hézagok nagysága, a prímek sűrűsége
Két szomszédos prímszám között tetszőlegesen nagy különbség lehet; másképp megfogalmazva: tetszőleges n-re található n darab egymást követő összetett szám. Adott n-re például (n+1)!+2 nyilván osztható 2-vel, (n+1)!+3 osztható hárommal, és így tovább egészen (n+1)!+n+1-ig, ami osztható n+1-gyel. Ezért (n+1)!+2, (n+1)!+3, …, (n+1)!+n+1 n darab egymást követő összetett szám.

## Csebisev tétele
Csebisev tétele kimondja, hogy bármely egynél nagyobb egész szám és a kétszerese közt van prímszám. Az állítást először Joseph Bertrand publikálta bizonyítás nélkül 1845-ben. Bertrand sejtését Pafnutyij Lvovics Csebisev bizonyította be 1852-ben Az állítást ezért szokták Bertrand-féle posztulátumnak és Bertrand–Csebisev-tételnek is nevezni.

## A prímszámok halmaza paritás szerint
A prímszámok között egyetlenegy páros szám van (a 2), a többi prímszám páratlan. Ez a matematika több területén is különös jelentőséget ad a 2-nek, mivel vannak tételek, amelyek páratlan prímekre érvényesek, de párosakra nem. Ebből következik az is, hogy a páratlan szám éppen akkor bontható fel két prím összegére, ha a nála kettővel kisebb szám prím, hiszen egy páratlan prím nem lehet két másik páratlan prím összege. Például 9 = 7 + 2.